# La Verpillière
La Verpillière és un municipi francès situat al departament de la Isèra i a la regió d'Alvèrnia-Roine-Alps. L'any 2007 tenia 6.018 habitants.

## Demografia

### Població
El 2007 la població de fet de La Verpillière era de 6.018 persones. Hi havia 2.156 famílies de les quals 564 eren unipersonals (264 homes vivint sols i 300 dones vivint soles), 584 parelles sense fills, 820 parelles amb fills i 188 famílies monoparentals amb fills.
La població ha evolucionat segons el següent gràfic:
Habitants censats

### Habitatges
El 2007 hi havia 2.348 habitatges, 2.190 eren l'habitatge principal de la família, 23 eren segones residències i 135 estaven desocupats. 1.327 eren cases i 1.014 eren apartaments. Dels 2.190 habitatges principals, 1.266 estaven ocupats pels seus propietaris, 854 estaven llogats i ocupats pels llogaters i 70 estaven cedits a títol gratuït; 36 tenien una cambra, 174 en tenien dues, 367 en tenien tres, 747 en tenien quatre i 866 en tenien cinc o més. 1.507 habitatges disposaven pel capbaix d'una plaça de pàrquing. A 1.042 habitatges hi havia un automòbil i a 907 n'hi havia dos o més.

### Piràmide de població
La piràmide de població per edats i sexe el 2009 era:
| Homes | Edats   | Dones |
| ----- | ------- | ----- |
| 0     | 95 o +  | 4     |
| 4     | 90 a 94 | 36    |
| 20    | 85 a 89 | 64    |
| 16    | 80 a 84 | 24    |
| 76    | 75 a 79 | 80    |
| 60    | 70 a 74 | 104   |
| 116   | 65 a 69 | 88    |
| 88    | 60 a 64 | 112   |
| 160   | 55 a 59 | 120   |
| 224   | 50 a 54 | 212   |
| 244   | 45 a 49 | 192   |
| 208   | 40 a 44 | 252   |
| 148   | 35 a 39 | 176   |
| 188   | 30 a 34 | 204   |
| 248   | 25 a 29 | 224   |
| 152   | 20 a 24 | 188   |
| 277   | 15 a 19 | 208   |
| 260   | 10 a 14 | 196   |
| 180   | 5 a 9   | 184   |
| 192   | 0 a 4   | 180   |

## Economia
El 2007 la població en edat de treballar era de 4.047 persones, 2.834 eren actives i 1.213 eren inactives. De les 2.834 persones actives 2.501 estaven ocupades (1.388 homes i 1.113 dones) i 333 estaven aturades (158 homes i 175 dones). De les 1.213 persones inactives 318 estaven jubilades, 380 estaven estudiant i 515 estaven classificades com a «altres inactius».

### Ingressos
El 2009 a La Verpillière hi havia 2.331 unitats fiscals que integraven 6.023,5 persones, la mediana anual d'ingressos fiscals per persona era de 18.109 €.

### Activitats econòmiques
Dels 308 establiments que hi havia el 2007, 2 eren d'empreses extractives, 6 d'empreses alimentàries, 5 d'empreses de fabricació de material elèctric, 3 d'empreses de fabricació d'elements pel transport, 9 d'empreses de fabricació d'altres productes industrials, 44 d'empreses de construcció, 60 d'empreses de comerç i reparació d'automòbils, 14 d'empreses de transport, 19 d'empreses d'hostatgeria i restauració, 5 d'empreses d'informació i comunicació, 22 d'empreses financeres, 19 d'empreses immobiliàries, 41 d'empreses de serveis, 35 d'entitats de l'administració pública i 24 d'empreses classificades com a «altres activitats de serveis».
Dels 104 establiments de servei als particulars que hi havia el 2009, 1 era una oficina d'administració d'Hisenda pública, 1 gendarmeria, 1 oficina de correu, 11 oficines bancàries, 7 tallers de reparació d'automòbils i de material agrícola, 1 taller d'inspecció tècnica de vehicles, 2 autoescoles, 3 paletes, 12 guixaires pintors, 4 fusteries, 5 lampisteries, 6 electricistes, 1 empresa de construcció, 8 perruqueries, 2 veterinaris, 12 agències de treball temporal, 12 restaurants, 9 agències immobiliàries, 2 tintoreries i 4 salons de bellesa.
Dels 28 establiments comercials que hi havia el 2009, 2 eren supermercats, 2 botiges de menys de 120 m², 5 fleques, 7 carnisseries, 2 llibreries, 1 una botiga de roba, 2 botigues d'electrodomèstics, 1 una botiga de mobles, 5 drogueries i 1 una perfumeria.

## Equipaments sanitaris i escolars
El 2009 hi havia 3 farmàcies i 1 ambulància.
El 2009 hi havia 3 escoles elementals. La Verpillière disposava d'un col·legi d'educació secundària amb 546 alumnes.

## Poblacions més properes
El següent diagrama mostra les poblacions més properes.